# Enamovirus
Genre
Espèces de rang inférieur
- espèce-type : Pea enation mosaic virus 1

Enamovirus est un genre de virus de la famille des Solemoviridae, qui comprend 5 espèces acceptées par l'ICTV. Ces virus infectent diverses espèces d'angiospermes (phytovirus). Ce sont des virus à ARN du  Groupe IV selon la  classification Baltimore. 
Ces virus sont transmis par des insectes vecteurs (pucerons de la famille des Aphididae) selon un mode persistant. Cependant ils ne se multiplient pas dans le vecteur et ne sont pas transmis congénitalement à la descendance du vecteur. La transmission est possible par inoculation mécanique, ou par les graines.

## Structure
Le virion est une particule non-enveloppée, parasphérique d'environ 25 nm de diamètre, avec une symétrie icosahédrique (T=3). La capside est composée de 180 protéines CP.
Le génome, monopartite, linéaire, est constitué d'ARN simple brin de sens positif dont la taille est de 5,7 kb. Il présente une protéine VPg (en) liée à l'extrémité 5'. À l'extrémité 3', il n'y a pas de queue poly (A) ou de structure de type ARNt. Le génome du PEMV-1 (espèce-type) ne code aucune protéine de mouvement, de sorte qu'un mouvement systémique dans la plante nécessite que la cellule-hôte soit co-infectée par un Umbravirus.

## Liste des espèces
Selon NCBI (20 janvier 2021) :
- Alfalfa enamovirus-1 (EAV-1)
- Birdsfoot trefoil enamovirus-1 (BFTV-1)
- Citrus vein enation virus (CVEV)
- Grapevine enamovirus-1 (GEV-1)
- Pea enation mosaic virus-1 (PEMV-1)
- non-classés 
  - Green Sichuan pepper enamovirus
  - Kummerowia striata enamovirus
  - Pepper enamovirus
  - Plantago enamovirus
  - Red clover enamovirus 1
  - Zhuye pepper enamovirus